# Tommy Ramone
Tommy Ramone, właściwie Tamás Erdelyi (ur. 29 stycznia 1949 w Budapeszcie, zm. 11 lipca 2014 w Nowym Jorku) – amerykański muzyk rockowy; współzałożyciel i perkusista zespołu Ramones, potem jego producent. Był ostatnim żyjącym członkiem założycielskiego składu grupy.